# 太平天国史
太平天国史是罗尔纲所著的一本講述太平天国历史的史學書作。全书150万字，共为88卷，1991年由中华书局出版。該書獲得2000年第一届郭沫若历史学奖一等奖。